# Tabaczana Ścieżka

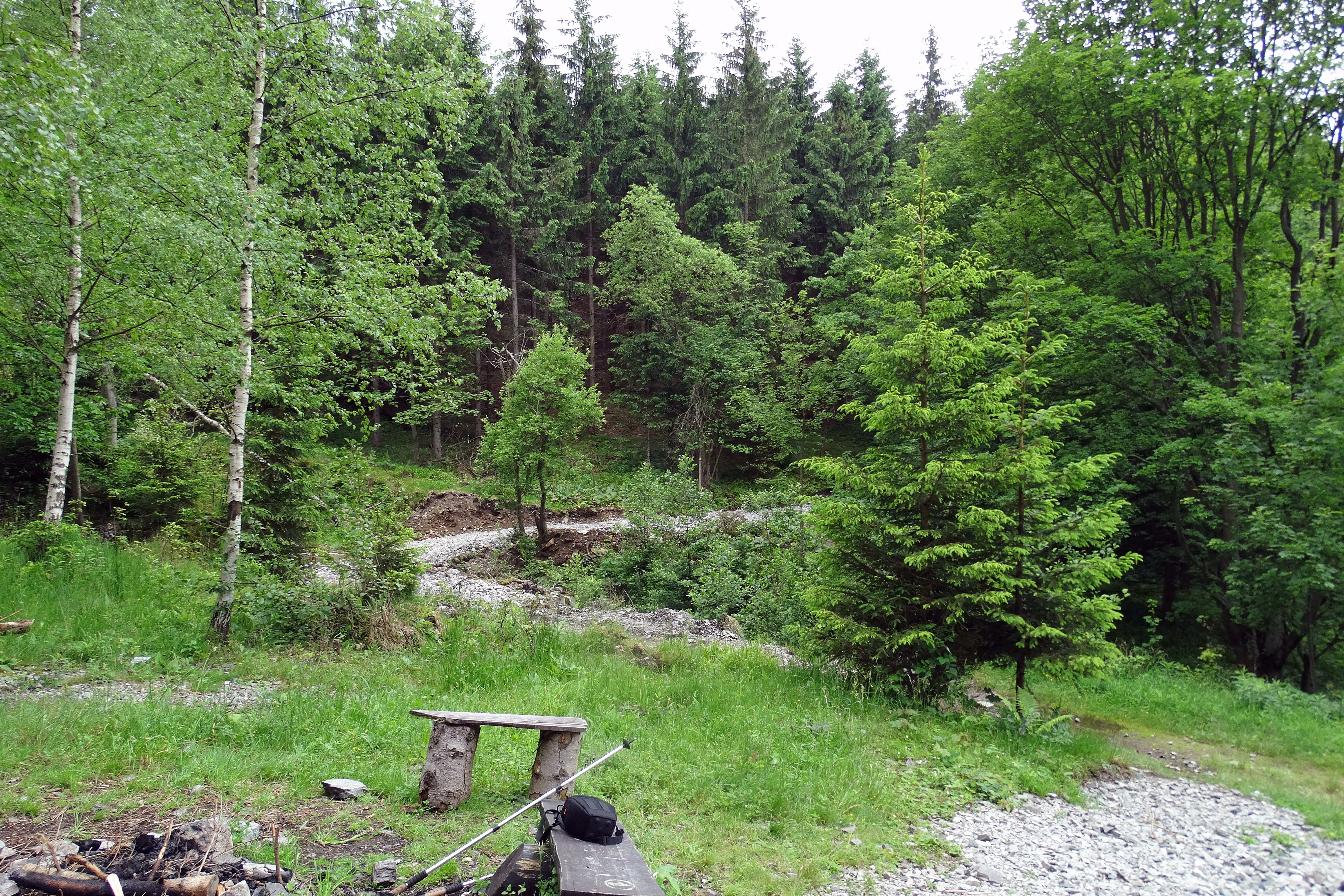
Tabaczana Ścieżka w Budnikach

Tabaczana Ścieżka (niem. Tabaksteig) – dawna droga przemytnicza w Karkonoszach, służąca w I połowie XIX wieku przemytnikom szmuglującym z Austrii tytoń (niem. Tabak oznacza tytoń) na Śląsk; dziś szlak turystyczny (znaki zielone) długości około 3 km.

## Położenie
Wiedzie zboczem Kowarskiego Grzbietu z Przełęczy Okraj (1046 m n.p.m.) do opuszczonej osady Budniki, położonej na wysokości ok. 850 m n.p.m. Z Budnik przemytnicy różnymi ścieżkami kierować się mogli w stronę Karpacza albo Kowar. Najwyższy punkt trasy między Okrajem a Budnikami znajduje się na wysokości 1112 m n.p.m. Czas przejścia trasy z Okraju do Budnik wynosi ok. 55 min, w kierunku przeciwnym ok. 80 min.

## Szlaki turystyczne
Tabaczaną Ścieżką przechodzi szlak turystyczny:
- prowadzący z Karpacza na Przełęcz Okraj.